# Economia da Abecásia
Tradicionalmente, a agricultura tem sido a atividade econômica mais importante da Abecásia, tendo como produtos mais representativos: frutas cítricas, tabaco, chá e uva. Não obstante, a limitada área de terras aptas para trabalhos agrícolas impôs um limite proibitivo ao desenvolvimento do setor. A produção industrial se concentra na carne, e o ramo das madeireiras. Em tempos de paz, a área de serviços dinamiza a economia com os ingressos derivados do turismo, destacando-se as atividades de empreendimentos recreativos instalados na costa. A Abecásia se comunica com a Rússia e com o resto da Caucásia por rodovias e ferrovias, e a capital tem um importante aeroporto.
A economia desta república se encontra em uma difícil situação. Nos últimos anos, com o apoio da Rússia, melhorou a qualidade de vida de seus habitantes. Durante seus anos de independência de facto, a Abecásia teve que enfrentar o caos econômico deixado pelo colapso da União Soviética e, mais tarde, da guerra contra a Geórgia, e a crise humanitária posterior. A isto se soma o embargo que está submetida, e que é quebrado apenas pela Federação Russa. Como forma de superar a crise, o governo tem tratado de fomentar a inversão estrangeira, promovendo o neoliberalismo e solicitando diversos empréstimos a bancos russos. De acordo com um informe do Programa das Nações Unidas para o Desenvolvimento, realizado em abril de 2004, o produto interno bruto da Abecásia havia caído entre 80% e 90% nos últimos quinze anos, e a taxa de desemprego alcançava 90%.

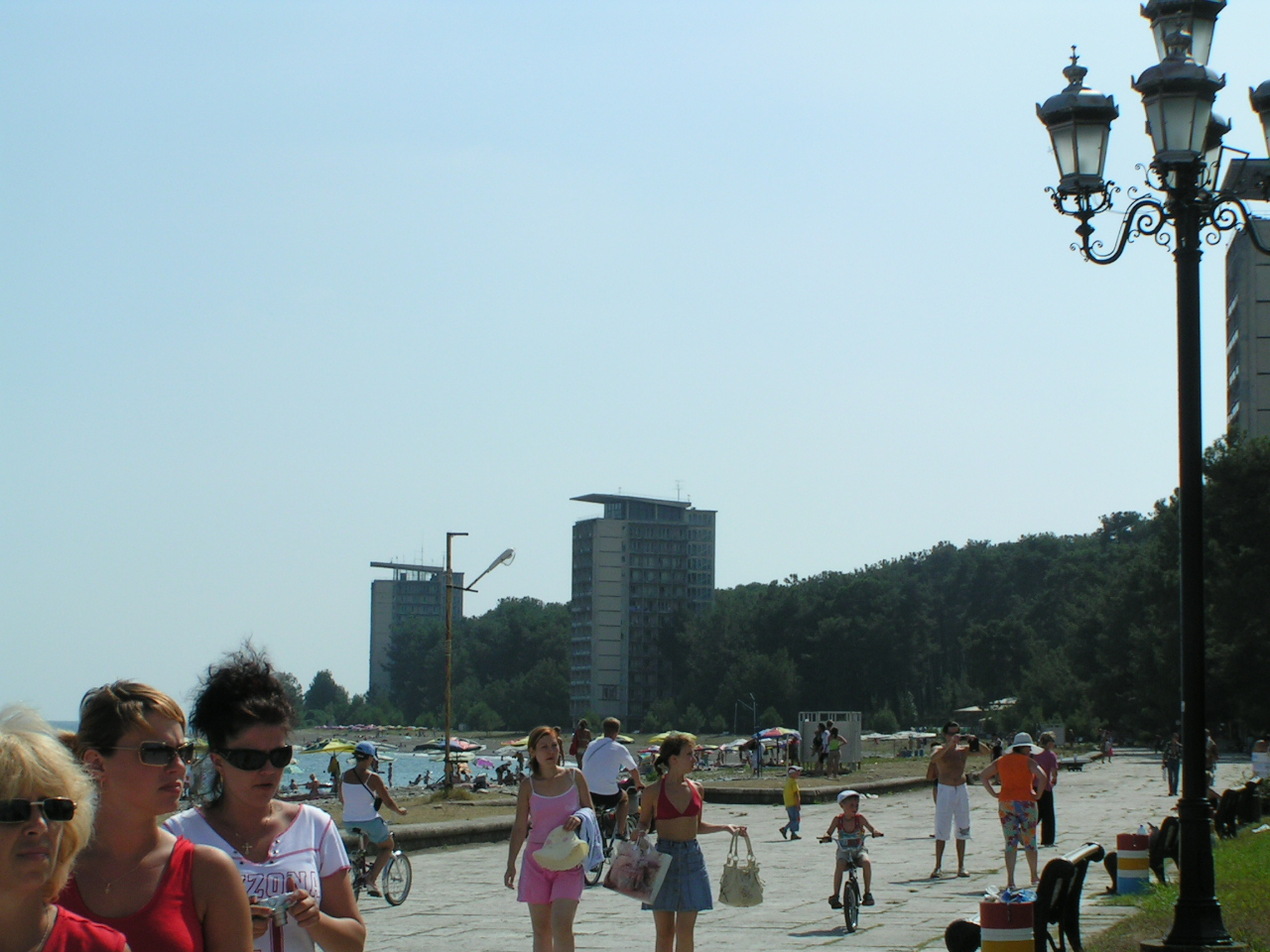
Bichvinta é um dos principais centros turísticos do país.

A moeda utilizada é o rublo. O dólar americano pode ser trocado nos bancos de Sujumi, Gagra, Gali e Gudauta. O lari, moeda da Geórgia, está proibido.